# Verzorgingsplaats De Wierde
Verzorgingsplaats De Wierde is een Nederlandse verzorgingsplaats langs de A7 Bad Nieuweschans-Zaandam tussen afritten 14 en 13 nabij Wieringerwerf in de gemeente Hollands Kroon.
De verzorgingsplaats is vernoemd naar verschillende dingen in de omgeving. Zo stroomt er achter de verzorgingsplaats een afwateringskanaal, genaamd Lage Wiertocht. Ook ligt hier in de buurt de Wierweg. Verder ligt de verzorgingsplaats in de gemeente Wieringermeer en ter hoogte van het dorp Wieringerwerf.
Bij de verzorgingsplaats zijn geen voorzieningen aanwezig. Via een voetgangerstunnel is het mogelijk verzorgingsplaats Hoge Kwel te bereiken. Hier ligt hotel/restaurant Wieringermeer van Van der Valk.
Richting Bad Nieuweschans:
Middelsloot · 
De Koggen · 
Broerdijk · 
Hoge Kwel · 
Monument · 
Breezanddijk · 
Hayum · 
Laerd · 
De Horne · 
De Wâlden · 
Mienscheer · 
Dikke Linde · 
Meedenertol · 
Bunderneuland (D)
Richting Zaandam:
Poort van Groningen · 
Roode Til · 
Veenborg · 
Oude Riet · 
De Vonken · 
Bloksloot · 
Wildinghe · 
Breezanddijk · 
Monument · 
Den Oever · 
De Wierde · 
De Horn · 
Kruisoord